# Mário Lopes Leão
Mário Lopes Leão  (Botucatu, 16 de agosto de 1911 — São Paulo 9 de setembro de 1980) foi um engenheiro do Brasil. Preparou um dos primeiros projetos para construção de um metrô na cidade de São Paulo. Posteriormente defendeu o tratamento do trânsito em São Paulo com uma abordagem técnica ao invés de política, antevendo a implantação da engenharia de tráfego em São Paulo em quase 20 anos  Participou da criação de Furnas em 1957.
Foi eleito Eminente Engenheiro do Ano de 1969. Presidente da Cosipa (1971 - 1977), recebeu a Ordem Nacional da Legião de Honra no grau de oficial em 27 de julho de 1971.O engenheiro é lembrado e homenageado na Usina Hidrelétrica Mário Lopes Leão, também chamada de Usina de Promissão, que leva o seu nome. Homenageado com a "Avenida Mário Lopes Leão", no distrito de Santo Amaro, em São Paulo. e com uma escola na Zona sul de São Paulo.